# Colac-Otway
Colac-Otway är en kommun i Australien. Den ligger i delstaten Victoria, omkring 140 kilometer sydväst om delstatshuvudstaden Melbourne. Antalet invånare var 20 972 vid folkräkningen 2016.
Följande samhällen finns i Colac-Otway:
- Colac
- Apollo Bay
- Beeac
- Wye River